# Medallistes olímpics catalans
Aquest article recull la totalitat d'esportistes amb alguna medalla olímpica, nascuts al Principat de Catalunya o nascuts fora de l'Estat espanyol havent viscut la major part de la seva vida esportiva a Catalunya. En negreta els multi-medallistes.

## Ordre cronològic
Un total de 182 esportistes catalans han assolit pujar a un podi olímpic. 157 ho van fer una única vegada i altres 25 entre 2 i 5, totalitzant 203 medalles
24 campions olímpics i els bi-campions Gervasi Deferr i Saul Craviotto totalitzen 28 ors catalans, 122 subcampionats i 53 medallistes de bronze.
| Edició              | Ors | Ors                | Ors                          | Plates | Plates                | Plates               | Bronzes | Bronzes               | Bronzes                |
| ------------------- | --- | ------------------ | ---------------------------- | --- | --------------------- | -------------------- | --- | --------------------- | ---------------------- |
| Anvers 1920         | |                    |                              | Josep Samitier i Ricard Zamora | Futbol                | Torneig Masculí      | |                       |                        |
| Los Angeles 1932    | |                    |                              | |                       |                      | Santiago Amat | Vela                  | Classe Monotipus       |
| Roma 1960           | |                    |                              | |                       |                      | Pere Amat, Francesc Caballer, Joan Àngel Calzado, Josep Colomer, Josep Antoni Dinarés, Eduard Dualde, Joaquim Dualde, Ignasio Macaya, Pere Roig i Narcís Ventalló | Hoquei Herba          | Torneig Masculí        |
| Montreal 1976       | |                    |                              | José Maria Esteban | Piragüisme            | K-4 1.000 metres     | |                       |                        |
| Montreal 1976       | Pere Millet | Vela               | 470                          | |                       |                      | |                       |                        |
| Moscou 1980         | Miquel Noguer | Vela               | Flying Dutchman              | Jordi Llopart | Atletisme             | 50 quilòmetres marxa | |                       |                        |
| Moscou 1980         | Miquel Noguer | Vela               | Flying Dutchman              | Joan Amat, Jaume Arbós, Xavier Cabot, Ricard Cabot, Francesc Fàbregas, Santiago Malgosa, Miquel de Paz i Carles Roca                                                                         | Hoquei Herba          | Torneig Masculí      | |                       |                        |
| Los Angeles 1984    | |                    |                              | Juan Domingo de la Cruz, Josep Maria Margall i Ignacio Solozàbal | Bàsquetbol            | Torneig Masculí      | |                       |                        |
| Seul 1988           | |                    |                              | Sergio Casal | Tennis                | Dobles Masculí       | Sergi López | Natació               | 200 metres braça       |
| Barcelona 1992      | Daniel Plaza | Atletisme          | 20 quilòmetres marxa         | Arantxa Sànchez-Vicario | Tennis                | Dobles Femení        | Javier Garcia | Atletisme             | Salt amb Perxa         |
| Barcelona 1992      | Albert Ferrer, Josep Guardiola, Antoni Jiménez i Antoni Pinilla                                                                                                  | Futbol             | Torneig Masculí              | Jordi Arrese | Tennis                | Individual Masculí   | Javier Garcia | Atletisme             | Salt amb Perxa         |
| Barcelona 1992      | Maria del Carmen Barea, Cèlia Corres, Anna Maiques, Elisabeth Maragall i Núria Olivé                                                                             | Hoquei Herba       | Torneig Femení               | Natàlia Via-Dufresne | Vela                  | Europa               | Arantxa Sànchez-Vicario | Tennis                | Individual Femení      |
| Barcelona 1992      | Josep Maria van der Ploeg | Vela               | Finn                         | Rubén Michavila, Josep Picó, Manel Silvestre, Daniel Ballart, Sergi Pedrerol, Manel Estiarte, Marcos Antoni Gonzàlez i Jordi Sans                                                            | Waterpolo             | Torneig Masculí      | Arantxa Sànchez-Vicario | Tennis                | Individual Femení      |
| Atlanta 1996        | Núria Cabanillas | Gimnàstica rítmica | Concurs complet per conjunts | Jaume Amat, Pol Amat, Xavier Arnau, Jordi Arnau, Jan Dinarés, Ramon Sala, Xavier Escudé, Ramón Jufresa, Juantxo Garcia-Mauriño, Quim Malgosa i Víctor Pujol                                  | Hoquei Herba          | Torneig Masculí      | Valentí Massana | Atletisme             | 50 quilòmetres marxa   |
| Atlanta 1996        | Begonya Via-Dufresne | Vela               | 470                          | Arantxa Sànchez-Vicario | Tennis                | Individual Femení    | Jordi Núñez i Jaume Fort | Handbol               | Torneig Masculí        |
| Atlanta 1996        | Josep Maria Abarca, Daniel Ballart, Manel Estiarte, Jordi Payà, Sergi Pedrerol, Carles Sans i Jordi Sans                                                         | Waterpolo          | Torneig Masculí              | Sergi Bruguera | Tennis                | Individual Masculí   | Arantxa Sànchez-Vicario | Tennis                | Dobles Femení          |
| Sydney 2000         | Gervasi Deferr | Gimnàstica         | Salt de Poltre               | Joan Capdevila, Jordi Ferron, Gabriel García, Xavi Hernàndez, Felip Ortiz, Albert Luque, Carles Puyol, Antoni Velamazan i Raúl Tamudo                                                        | Futbol                | Torneig Masculí      | Maria Vasco | Atletisme             | 20 quilòmetres marxa   |
| Sydney 2000         | Gervasi Deferr | Gimnàstica         | Salt de Poltre               | Joan Capdevila, Jordi Ferron, Gabriel García, Xavi Hernàndez, Felip Ortiz, Albert Luque, Carles Puyol, Antoni Velamazan i Raúl Tamudo                                                        | Futbol                | Torneig Masculí      | Xavier o'Callaghan, Antonio Ugalde, David Barrufet, Andrí Xepkin, Enric Masip i Jordi Núñez                                                                       | Handbol               | Torneig Masculí        |
| Sydney 2000         | Gervasi Deferr | Gimnàstica         | Salt de Poltre               | Joan Capdevila, Jordi Ferron, Gabriel García, Xavi Hernàndez, Felip Ortiz, Albert Luque, Carles Puyol, Antoni Velamazan i Raúl Tamudo                                                        | Futbol                | Torneig Masculí      | Àlex Corretja i Albert Costa | Tennis                | Dobles Masculí         |
| Atenes 2004         | Gervasi Deferr | Gimnàstica         | Salt de Poltre               | José Antonio Hermida | Ciclisme de muntanya  | BTT individual       | Sergi Escobar | Ciclisme en pista     | Persecució individual  |
| Atenes 2004         | Gervasi Deferr | Gimnàstica         | Salt de Poltre               | Beatriu Ferrer-Salat (Beauvalais) | Hípica                | Doma per equips      | Carles Torrent | Ciclisme en pista     | Persecución per equips |
| Atenes 2004         | Gervasi Deferr | Gimnàstica         | Salt de Poltre               | Sandra Azón i Natàlia Via-Dufresne | Vela                  | 470                  | Beatriu Ferrer-Salat (Beauvalais) | Hípica                | Doma individual        |
| Atenes 2004         | Gervasi Deferr | Gimnàstica         | Salt de Poltre               | Francesc Xavier Bosma | Voleibol de platja    | Masculí              | Beatriu Ferrer-Salat (Beauvalais) | Hípica                | Doma individual        |
| Pequín 2008         | Saúl Craviotto | Piragüisme         | K-2 500 metres               | Marc Gasol, Pau Gasol, Raül López, Àlex Mumbrú, Juan Carlos Navarro i Ricky Rubio | Bàsquetbol            | Torneig Masculí      | David Barrufet, David Davis, Cristian Malmagro, Albert Rocas i Víctor Tomàs                                                                                       | Handbol               | Torneig Masculí        |
| Pequín 2008         | Saúl Craviotto | Piragüisme         | K-2 500 metres               | Gervasi Deferr | Gimnàstica            | Exercici de terra    | David Barrufet, David Davis, Cristian Malmagro, Albert Rocas i Víctor Tomàs                                                                                       | Handbol               | Torneig Masculí        |
| Pequín 2008         | Saúl Craviotto | Piragüisme         | K-2 500 metres               | David Alegre, Ramon Alegre, Pol Amat, Eduard Arbós, Francesc Cortés, Sergi Enrique, Alexandre Fàbregas, Francesc Fàbregas, Santi Freixa, Roc Oliva, Xavier Ribas, Albert Sala i Eduard Tubau | Hoquei Herba          | Torneig Masculí      | David Barrufet, David Davis, Cristian Malmagro, Albert Rocas i Víctor Tomàs                                                                                       | Handbol               | Torneig Masculí        |
| Pequín 2008         | Saúl Craviotto | Piragüisme         | K-2 500 metres               | Andrea Fuentes i Gemma Mengual | Natació Sincronitzada | Duet i equips        | David Barrufet, David Davis, Cristian Malmagro, Albert Rocas i Víctor Tomàs                                                                                       | Handbol               | Torneig Masculí        |
| Pequín 2008         | Saúl Craviotto | Piragüisme         | K-2 500 metres               | Andrea Fuentes i Gemma Mengual | Natació Sincronitzada | Equips               | David Barrufet, David Davis, Cristian Malmagro, Albert Rocas i Víctor Tomàs                                                                                       | Handbol               | Torneig Masculí        |
| Pequín 2008         | Saúl Craviotto | Piragüisme         | K-2 500 metres               | Gisela Morón i Irina Rodríguez | Natació Sincronitzada |                      | David Barrufet, David Davis, Cristian Malmagro, Albert Rocas i Víctor Tomàs                                                                                       | Handbol               | Torneig Masculí        |
| Londres 2012        | Joel Gonzàlez | Taekwondo          | -58 quilograms               | Marc Gasol, Pau Gasol, Serge Ibaka, Juan Carlos Navarro i Víctor Sada | Bàsquetbol            | Torneig Masculí      | Ona Carbonell, Andrea Fuentes, Clara Basiana, Paula Klamburg, Irene Montrucchio i Laia Pons                                                                       | Natació Sincronitzada | Equip                  |
| Londres 2012        | Joel Gonzàlez | Taekwondo          | -58 quilograms               | Mireia Belmonte | Natació               | 200 metres papallona | Ona Carbonell, Andrea Fuentes, Clara Basiana, Paula Klamburg, Irene Montrucchio i Laia Pons                                                                       | Natació Sincronitzada | Equip                  |
| Londres 2012        | Joel Gonzàlez | Taekwondo          | -58 quilograms               | Mireia Belmonte | Natació               | 800 metres lliure    | Ona Carbonell, Andrea Fuentes, Clara Basiana, Paula Klamburg, Irene Montrucchio i Laia Pons                                                                       | Natació Sincronitzada | Equip                  |
| Londres 2012        | Joel Gonzàlez | Taekwondo          | -58 quilograms               | Ona Carbonell i Andrea Fuentes | Natació Sincronitzada | Duet                 | Ona Carbonell, Andrea Fuentes, Clara Basiana, Paula Klamburg, Irene Montrucchio i Laia Pons                                                                       | Natació Sincronitzada | Equip                  |
| Londres 2012        | Joel Gonzàlez | Taekwondo          | -58 quilograms               | Saúl Craviotto | Piragüisme            | K-1 200 metres       | Ona Carbonell, Andrea Fuentes, Clara Basiana, Paula Klamburg, Irene Montrucchio i Laia Pons                                                                       | Natació Sincronitzada | Equip                  |
| Londres 2012        | Joel Gonzàlez | Taekwondo          | -58 quilograms               | Marta Bach, Ana Copado, Anna Espar, Laura Ester, María del Carmen Garcia, Ona Meseguer, Matilde Ortiz, Jennifer Pareja i Roser Tarragó                                                       | Waterpolo             | Torneig Femení       | Ona Carbonell, Andrea Fuentes, Clara Basiana, Paula Klamburg, Irene Montrucchio i Laia Pons                                                                       | Natació Sincronitzada | Equip                  |
| Rio de Janeiro 2016 | Mireia Belmonte | Natació            | 200 metres papallona         | Anna Cruz, Sílvia Domínguez, Laia Palau, Lucila Pascua i Marta Xargay | Bàsquetbol            | Torneig Femení       | Pau Gasol, Juan Carlos Navarro i Ricky Rubio | Bàsquetbol            | Torneig Masculí        |
| Rio de Janeiro 2016 | Mireia Belmonte | Natació            | 200 metres papallona         | Anna Cruz, Sílvia Domínguez, Laia Palau, Lucila Pascua i Marta Xargay | Bàsquetbol            | Torneig Femení       | Mireia Belmonte | Natació               | 400 metres estils      |
| Rio de Janeiro 2016 | Saúl Craviotto | Piragüisme         | K-2 200 metres               | Anna Cruz, Sílvia Domínguez, Laia Palau, Lucila Pascua i Marta Xargay | Bàsquetbol            | Torneig Femení       | Saúl Craviotto | Piragüisme            | K-1 200 metres         |
| Rio de Janeiro 2016 | Marc López | Tennis             | Dobles                       | Anna Cruz, Sílvia Domínguez, Laia Palau, Lucila Pascua i Marta Xargay | Bàsquetbol            | Torneig Femení       | Joel Gonzàlez | Taekwondo             | -68 quilograms         |
| Tòkio 2020          | |                    |                              | Èric Garcia, Óscar Mingueza, Javi Puado, Dani Olmo i Marc Cucurella | Futbol                | Torneig Masculí      | Aleix Gómez, Viran Morros, Ferran Solé, Antonio García i Adrià Figueras                                                                                           | Handbol               | Torneig Masculí        |
| Tòkio 2020          | Saúl Craviotto | Piragüisme         | K4 500 metres                | Jordi Xammar | Vela                  | 470 Masculí          | |                       |                        |
| Tòkio 2020          | Elena Ruiz, Anna Espar, Clara Espar, Laura Ester, Judith Forca, Maica García, Roser Tarragó, Marta Bach, Irene González, Paula Leitón, Elena Sánchez i Bea Ortiz | Waterpolo          | Torneig Femení               | Jordi Xammar | Vela                  | 470 Masculí          | |                       |                        |
| Edició              | Ors | Ors                | Ors                          | Plates | Plates                | Plates               | Bronzes | Bronzes               | Bronzes                |

## Per esport i any
L'esport amb més medallistes és l'hoquei sobre herba amb 37 i el que més campions olímpics suma, el waterpolo amb 7.
Els Jocs Olímpics amb més medallistes, Pequín 2008 amb 32 i el de més campions olímpics, Barcelona 1992 amb 11
|                       | 1920     | 1932     | 1960       | 1976    | 1980     | 1984     | 1988     | 1992                | 1996                | 2000      | 2004               | 2008      | 2012                 | 2016                 | 2020      | O   | P   | B   | Total |
| --------------------- | -------- | -------- | ---------- | ------- | -------- | -------- | -------- | ------------------- | ------------------- | --------- | ------------------ | --------- | -------------------- | -------------------- | --------- | --- | --- | --- | ----- |
| Waterpolo             |          |          |            |         |          |          |          | 8 plates            | 7 ors               |           |                    |           | 9 plates             |                      | 11 plates | 7   | 28  |     | 35    |
| Hoquei sobre herba    |          |          | 10 bronzes |         | 8 plates |          |          | 5 ors               | 11 plates           |           |                    | 13 plates |                      |                      |           | 5   | 22  | 10  | 37    |
| Futbol                | 2 plates |          |            |         |          |          |          | 4 ors               |                     | 9 plates  |                    |           |                      |                      | 5 plates  | 4   | 16  |     | 20    |
| Vela                  |          | 1 bronze |            | 1 plata | 1 or     |          |          | 1 or i 1 plata      | 1 or                |           | 2 plates           |           |                      |                      | 1 bronze  | 3   | 4   | 2   | 9     |
| Piragüisme            |          |          |            | 1 plata |          |          |          |                     |                     |           |                    | 1 or      | 1 plata              | 1 or i 1 bronze      | 1 plata   | 2   | 3   | 1   | 6     |
| Gimnàstica            |          |          |            |         |          |          |          |                     |                     | 1 or      | 1 or               | 1 plata   |                      |                      |           | 2   | 1   |     | 3     |
| Tennis                |          |          |            |         |          |          | 1 plata  | 2 plates i 1 bronze | 2 plates i 1 bronze | 2 bronzes |                    |           |                      | 1 or                 |           | 1   | 5   | 4   | 10    |
| Natació               |          |          |            |         |          |          | 1 bronze |                     |                     |           |                    |           | 2 plates             | 1 or i 1 bronze      |           | 1   | 2   | 2   | 5     |
| Atletisme             |          |          |            |         | 1 plata  |          |          | 1 or i 1 bronze     | 1 bronze            | 1 bronze  |                    |           |                      |                      |           | 1   | 1   | 3   | 5     |
| Taekwondo             |          |          |            |         |          |          |          |                     |                     |           |                    |           | 1 or                 | 1 bronze             |           | 1   |     | 1   | 2     |
| Gimnàstica rítmica    |          |          |            |         |          |          |          |                     | 1 or                |           |                    |           |                      |                      |           | 1   |     |     | 1     |
| Bàsquetbol            |          |          |            |         |          | 3 plates |          |                     |                     |           |                    | 6 plates  | 5 plates             | 5 plates i 3 bronzes |           |     | 19  | 3   | 22    |
| Natació sincronitzada |          |          |            |         |          |          |          |                     |                     |           |                    | 6 plates  | 2 plates i 6 bronzes |                      |           |     | 8   | 6   | 14    |
| Hípica                |          |          |            |         |          |          |          |                     |                     |           | 1 plata i 1 bronze |           |                      |                      |           |     | 1   | 1   | 2     |
| Ciclisme de muntanya  |          |          |            |         |          |          |          |                     |                     |           | 1 plata            |           |                      |                      |           |     | 1   |     | 1     |
| Voleibol de platja    |          |          |            |         |          |          |          |                     |                     |           | 1 plata            |           |                      |                      |           |     | 1   |     | 1     |
| Handbol               |          |          |            |         |          |          |          |                     | 2 bronzes           | 6 bronzes |                    | 5 bronzes |                      |                      | 5 bronzes |     |     | 18  | 18    |
| Ciclisme en pista     |          |          |            |         |          |          |          |                     |                     |           | 3 bronzes          |           |                      |                      |           |     |     | 3   | 3     |
| Ors                   |          |          |            |         | 1        |          |          | 11                  | 9                   | 1         | 1                  | 1         | 1                    | 3                    |           | 28  |     |     | 203   |
| Plates                | 2        |          |            | 2       | 9        | 3        | 1        | 11                  | 13                  | 9         | 5                  | 26        | 19                   | 5                    | 17        |     | 122 |     | 203   |
| Bronze                |          | 1        | 10         |         |          |          | 1        | 2                   | 4                   | 9         | 4                  | 5         | 6                    | 6                    | 6         |     |     | 153 | 203   |
| Total                 | 2        | 1        | 10         | 2       | 10       | 3        | 2        | 24                  | 26                  | 19        | 10                 | 32        | 26                   | 14                   | 23        | 203 | 203 | 203 |       |

## Multi-medallistes
| Esportista                        | Esport                | Ors                                           | Plates                                            | Bronzes                                     | Total |
| --------------------------------- | --------------------- | --------------------------------------------- | ------------------------------------------------- | ------------------------------------------- | ----- |
| Saúl Craviotto                    | Piragüisme            | 2 (K-2 500 metres 2008 i K-2 200 metres 2016) | 2 (K-1 200 metres 2012 i K-4 500 metres 2020)     | 1 (K-1 200 metres 2016)                     | 5     |
| Gervasi Deferr                    | Gimnàstica            | 2 (salt de potre 2000 i 2004)                 | 1 (exercici de terra 2008)                        |                                             | 3     |
|                                   |                       |                                               |                                                   |                                             |       |
| Mireia Belmonte                   | Natació               | 1 (200 metres papallona 2016)                 | 2 (200 metres papallona i 800 metres lliure 2012) | 1 (400 metres estils 2016)                  | 4     |
| Daniel Ballart                    | Waterpolo             | 1 (1996)                                      | 1 (1992)                                          |                                             | 2     |
| Manel Estiarte                    | Waterpolo             | 1 (1996)                                      | 1 (1992)                                          |                                             | 2     |
| Sergi Pedrerol                    | Waterpolo             | 1 (1996)                                      | 1 (1992)                                          |                                             | 2     |
| Jordi Sans                        | Waterpolo             | 1 (1996)                                      | 1 (1992)                                          |                                             | 2     |
| Joel Gonzàlez                     | Taekwondo             | 1 (-58 kg 2012)                               |                                                   | 1 (-68 kg 2016)                             | 2     |
|                                   |                       |                                               |                                                   |                                             |       |
| Andrea Fuentes                    | Natació Sincronitzada |                                               | 3 (duet 2008 i 2012 i equips 2008)                | 1 (equips 2012)                             | 4     |
|                                   |                       |                                               |                                                   |                                             |       |
| Arantxa Sànchez-Vicario           | Tennis                |                                               | 2 (dobles 1992 i individual 1996)                 | 2 (individual 1992 i dobles 1996)           | 4     |
| Pau Gasol                         | Bàsquetbol            |                                               | 2 (2008 i 2012)                                   | 1 (2016)                                    | 3     |
| Juan Carlos Navarro               | Bàsquetbol            |                                               | 2 (2008 i 2012)                                   | 1 (2016)                                    | 3     |
| Marc Gasol                        | Bàsquetbol            |                                               | 2 (2008 i 2012)                                   |                                             | 2     |
| Natàlia Via-Dufresne              | Vela                  |                                               | 2 (Europa 1992 i 470 2004)                        |                                             | 2     |
| Pol Amat                          | Hoquei Herba          |                                               | 2 (1996 i 2008)                                   |                                             | 2     |
| Gemma Mengual                     | Natació Sincronitzada |                                               | 2 (duet i equips 2008)                            |                                             | 2     |
| Anna Espar                        | Waterpolo             |                                               | 2 (2016 i 2020)                                   |                                             | 2     |
| Laura Ester                       | Waterpolo             |                                               | 2 (2016 i 2020)                                   |                                             | 2     |
| Roser Tarragó                     | Waterpolo             |                                               | 2 (2016 i 2020)                                   |                                             | 2     |
|                                   |                       |                                               |                                                   |                                             |       |
| Beatriu Ferrer-Salat (Beauvalais) | Hípica                |                                               | 1 (doma per equips 2004)                          | 1 (doma individual 2004)                    | 2     |
| Ona Carbonell                     | Natació Sincronitzada |                                               | 1 (duet 2012)                                     | 1 (equips 2012)                             | 2     |
| Ricky Rubio                       | Bàsquetbol            |                                               | 1 (2008)                                          | 1 (2016)                                    | 2     |
|                                   |                       |                                               |                                                   |                                             |       |
| Jordi Núñez                       | Handbol               |                                               |                                                   | 2 (1996 i 2000)                             | 2     |
| Sergi Escobar                     | Ciclisme en pista     |                                               |                                                   | 2 (persecució individual i per equips 2004) | 2     |
| David Barrufet                    | Handbol               |                                               |                                                   | 2 (2000 i 2008)                             | 2     |

## Curiositats

### Familiars
- Hoquei herba: Pol Amat (plates 1996 i 2008) i Jaume Amat (plata 1996) son nebots de Pere Amat (bronze 1960)
- Bàsquet: Pau Gasol (plates 2008 i 2012 i bronze 2016) i Marc Gasol (plates 2008 i 2012) son germans
- Waterpolo: Anna Espar (plates 2016 i 2020) i Clara Espar (plata 2020) son germanes

### Més participacions
Manel Estiarte ha participat en 6 Jocs Olímpics (Moscou 1980 -amb 18 anys-, Los Angeles 1984, Seul 1988, Barcelona 1992, Atlanta 1996 i Sidney 2000 -amb 38 anys-), només superat a l'equip espanyol per l'atleta Jesús Ángel García Bragado (7) i igualat pel jinet Luis Álvarez de Cervera. Amés és l'únic waterpolista amb aquesta xifra de Jocs Olímpics

### Empat al podi
A la història dels Jocs Olímpics s'han produit 148 empats en 143 esdeveniments al podi, lliurant-se 2 medalles del mateix metall, 118 empats en 114 esdeveniments als JJOO d'estiu
Als Jocs de Rio de Janeiro 2016 es van produir 4 empats, al podi, 3 d'ells a la natació i l'altre en la prova masculina de K1 200 metres de piragüisme, protagonitzat per Saúl Craviotto i l'alemany Ronald Rauhe que van compartir el bronze. És l'únic empat al podi a la història dels Jocs en piragüisme